# أكتر واحد (ألبوم)
أكتر واحد هو الألبوم التاسع عشر للفنان المصري عمرو دياب، تم إصداره عام 2001.

## مبيعات وإنجازات
يعد هذا الألبوم من أكثر ألبومات عمرو نجاحا حيث تم بيع 11 مليون نسخة منذ صدوره سنة 2001. و احتوى الالبوم على ألوان موسيقية مختلفة مثل الصالصا والريغي والدمج بين الشرقي والغربي في أغنية ولا على باله التي نجحت نجاحا ساحقا، ما أدى إلى فوزه بورلد ميوزك أوردز لعام 2002 للمرة الثانية في مسيرته. ولا يزال هذا الألبوم الأكثر مبيعا في الشرق الأوسط وشمال إفريقيا

## قائمة الأغاني
| الرقم | اسم الاغنية  | المدة | الشاعر                    | الملحن       | الموزع     |
| ----- | ------------ | ----- | ------------------------- | ------------ | ---------- |
| 1     | ولا على باله | 05:08 | محمد رفاعي                | محمد رحيم    | طارق مدكور |
| 2     | أكتر واحد    | 04:29 | أيمن بهجت قمر - أحمد موسى | عمرو مصطفى   | طارق مدكور |
| 3     | كان طيب      | 05:20 | أيمن بهجت قمر             | عمرو دياب    | طارق مدكور |
| 4     | بَاعِد الليالي | 04:28 | محمد رفاعي                | خالد عز      | طارق مدكور |
| 5     | قلت إيه      | 04:00 | خالد تاج الدين            | عمرو مصطفى   | طارق مدكور |
| 6     | ولا ليلة     | 04:06 | أيمن بهجت قمر             | البدري كلباش | طارق مدكور |
| 7     | أديني رجعتلك | 03:39 | بهاء الدين محمد           | عمرو دياب    | طارق مدكور |
| 8     | صدقني خلاص   | 03:48 | أيمن بهجت قمر             | عمرو مصطفى   | طارق مدكور |
| 9     | أحبك أكرهك   | 04:29 | أيمن بهجت قمر             | عمرو مصطفى   | طارق مدكور |
| 10    | يا حبيبي لا  | 03:50 | بهاء الدين محمد           | عمرو مصطفى   | طارق مدكور |